# SN 2006jq
SN 2006jq – supernowa typu Ia odkryta 1 października 2006 roku w galaktyce A033706+0000. W momencie odkrycia miała maksymalną jasność 22,70m.